# Mandan Huang
Mandan Huang (Shanwei, Provincia de Cantón, 17 de febrero de 1983) es una gimnasta artística china, subcampeona del mundo en 1999 en las barras asimétricas.

## 1999
En el Mundial de Tianjin 1999 consigue la plata en asimétricas, tras la rusa Svetlana Khorkina (oro) y por delante de su compatriota la china Ling Jie (bronce).